# Вольфганг Глеземер
Вольфганг Глеземер (нім. Wolfgang Glaesemer; 14 березня 1899, Рімберг — 10 квітня 1999, Ленггріс) — німецький офіцер, оберст вермахту. Кавалер Лицарського хреста Залізного хреста.

## Біографія
Син старшого лісника Александра Глеземера і його дружини Гелени, уродженої Зейдель. 25 березня 1918 року вступив в Імперську армію. Учасник Першої світової війни. Після демобілізації армії залишений в рейхсвері. З 1 липня 1922 року служив в 12-му піхотному полку, з 1 квітня 1924 року — в 1-й, з 1 травня 1927 року — в 3-й роті. З 1 березня 1934 року — командир 2-ї роти 10-го кінного (з 6 жовтня 1936 року — кавалерійського) полку. З 10 листопада 1938 по 26 серпня 1939 року — інструктор Мюнхенського військового училища.
З 10 березня 1940 року — командир 260-го розвідувального дивізіону, одночасно з 7 жовтня 1941 року — 18-го запасного кавалерійського дивізіону, з 19 грудня 1941 по 10 квітня 1942 року — 460-го піхотного полку. 1 червня 1942 року відряджений в училище танкових військ, 24 червня — в штаб 7-ї танкової дивізії. З 15 липня 1942 по 12 січня 1944 року — командир 6-го танково-гренадерського полку, одночасно 17-22 серпня 1943 і 28-30 січня 1944 року виконував обов'язки командир 7-ї танкової дивізії. 1 березня 1944 року відряджений в штаб командира училищ танкових військ. З 10 липня 1944 року — командир 2-го училища танкових військ в Крампніці. 20 липня отримав від Фрідріха Ольбріхта наказ вирушити зі своїми танками в Берлін. Глеземер відмовився приєднатися до Липневої змови і Ольбріхт наказав його арештувати. Глеземер наказав своєму ординарцю, якого не арештували, зв'язатися з Генеральною інспекцією бронетанкових військ і передати, щоб танкісти виконували лише накази інспекції. Згодом Глеземер вдав, що виконує накази Ольбріхта, і втік, після чого прийняв командування його танковими частинами. З 23 лютого 1945 року — командир танково-гренадерської бригади «Велика Німеччина».

## Сім'я
26 червня 1926 року одружився з Маргаритою Руперт. В пари народились 3 сини — Ганс-Йоахім (31 серпня 1927), Вольфганг (4 березня 1930) і Юрген (14 серпня 1939).

## Звання
- Фенріх (25 березня 1918)
- Лейтенант (1 травня 1922)
- Оберлейтенант (1 березня 1927)
- Ротмістр (1 квітня 1934)
- Майор (1 грудня 1938)
- Оберстлейтенант (1 жовтня 1941)
- Оберст (31 жовтня 1942)

## Нагороди
- Залізний хрест 2-го класу
- Почесний хрест ветерана війни з мечами
- Медаль «За вислугу років у Вермахті» 4-го, 3-го і 2-го класу (18 років)
- Застібка до Залізного хреста 2-го класу (11 червня 1940)
- Залізний хрест 1-го класу (11 червня 1940) — отримав 2 нагороди одночасно.
- Німецький хрест в золоті (2 березня 1942)
- Медаль «За зимову кампанію на Сході 1941/42» (20 серпня 1942)
- Лицарський хрест Залізного хреста (12 лютого 1943)